# Seràfic

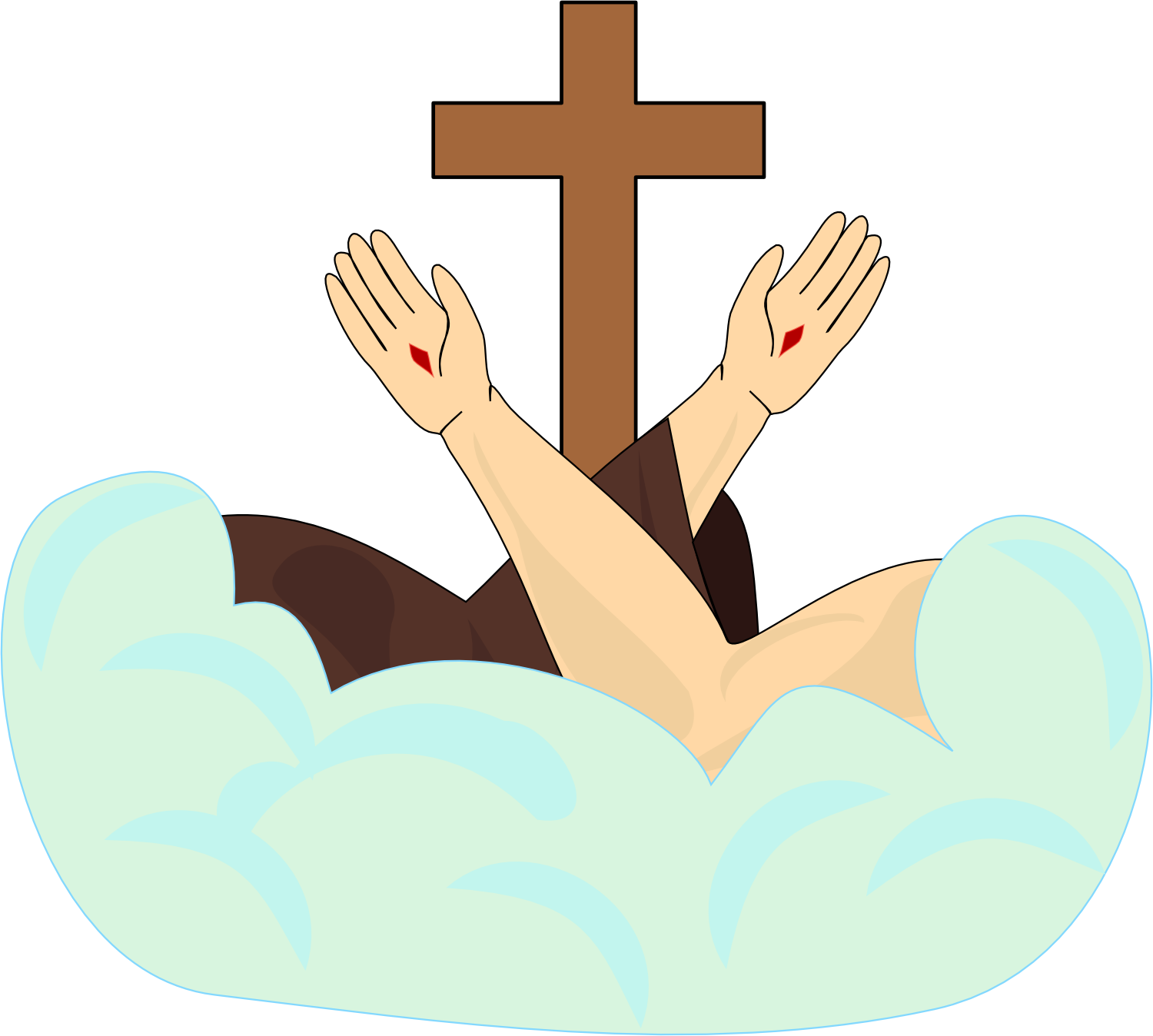
Escut dels franciscans

Seràfic és un adjectiu qualificatiu que s'empra en referència a Sant Francesc d'Assís i a l'orde religiós dels franciscans. L'etimologia de la paraula prové del llatí eclesiàstic seraphĭcum, que significa ardorós d'amor diví i fa referència als serafins, àngels que es caracteritzen per l'ardor amb el qual estimen les coses divines i per elevar a Déu els esperits de menor jerarquia.
A Sant Bonaventura se'l coneix amb el sobrenom de doctor seràfic.